# Ventilatore per caloriferi

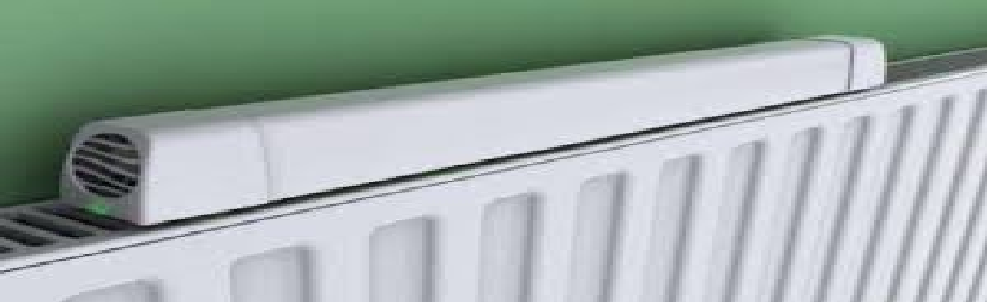
Un ventilatore per caloriferi

Il ventilatore per calorifero è un ventilatore tangenziale che sarebbe in grado di accelerare l'effetto riscaldamento prodotto dal calorifero nella stanza, una volta appoggiato su tale corpo scaldante.

## Composizione e funzionamento
Si tratta di una macchina operatrice tangenziale composta da Interruttore, da spie luminose e solitamente da più di un Ventilatore. Questo sistema di ventilazione forzata servirebbe per diffondere il calore derivante dal calorifero, accelerandone la circolazione nell'ambiente ed è applicabile sulla superficie superiore del calorifero, con la parte forata aspirante rivolta verso il basso. Alcuni modelli possono essere applicati anche dietro il calorifero, poggiandoli sulle staffe con una speciale imbottitura in strisce di silicone in modo da ridurre le vibrazioni nel momento in cui sono in funzione facendo circolare nell'ambiente anche il calore disperso dietro al calorifero. La lunghezza di questo strumento e il numero di ventilatori dipendono dall'applicazione per un determinato calorifero di determinata lunghezza. Ne esistono vari modelli: quelli dotati di un sensore per la temperatura che se rileva che il calorifero si sta raffreddando, accende automaticamente una spia di segnalazione luminosa, altri ancora attivano automaticamente i ventilatori quando il calorifero è caldo tenendoli spenti nel momento in cui non viene acceso.

## Raccomandazioni
in condomini con riscaldamento centralizzato e contabilizzazione del calore , il quantitativo di calore consumato viene calcolato con un algoritmo che tiene conto della quantità di aria riscaldata per convezione naturale nell'unità di tempo in base alle sezioni del calorifero ed al gradiente termico fra ambiente circostante e il termosifone stesso.
Aumentare meccanicamente gli afflussi di aria passanti all'interno del gruppo termico causa:
- maggiore quantità di calore assorbita nell'unità di tempo.
- temperature del termosifone inferiori  .
Questa pratica porta quindi a sfalsare le letture dei termocontabilizzatori.

## Vantaggi e svantaggi

### Vantaggi
con questo apparecchio si dovrebbe accelerare l'effetto riscaldamento prodotto dal Calorifero riducendo il tempo necessario a raggiungere la temperatura ambiente desiderata. 
Per un data temperatura ambientale il quantitativo totale di calore ceduto dal generatore termico (caldaia) è sempre lo stesso sia con un sistema a convezione naturale che forzata, il solo vantaggio ottenibile è poter utilizzare una temperatura di ingresso acqua inferiore in ragione dell'aumentato volume di aria riscaldato nell'unità di tempo (ottenendo quindi qualche vantaggio termodinamico con caldaie a condensazione).
è bene comunque ponderare le portate di aria erogate, flussi troppo consistenti non lascerebbero il tempo all'aria di riscaldarsi a sufficienza, generando un elevato consumo elettrico del gruppo ventilatore senza migliorare significativamente lo scambio termico.

### Svantaggi
Lo scambiatore "calorifero" è pensato per funzionare in regime di convezione naturale, e non forzata. 
Gli scambiatori acqua-aria per convezione forzata sono fatti in tutt'altro modo, basti pensare alla differenza tra il radiatore di un autoveicolo ed un termosifone, pertanto le prestazioni benché superiori alla circolazione naturale del mero termosifone non potranno mai eguagliare le prestazioni ottenibili da un fancoil..
Questo apparecchio per poter funzionare necessita della corrente elettrica e crea un minimo disturbo rumoroso per movimentazione delle eliche.
se apparecchio soffiatore (ventola) risulta spenta durante esercizio del termosifone questa fungerà da ostacolo, diminuendo (anche solo parzialmente) lo scambio termico fra termosifone ed ambiente, rendendo il termosifone meno efficiente rispetto alla pre-intallazione.